# Tom Petranoff
Thomas Alan Petranoff, zkráceně Tom Petranoff (* 8. dubna 1958 Aurora) je americký bývalý oštěpař, držitel světového rekordu v letech 1983–1984.
Začínal jako baseballista, atletice se věnoval až od svých devatenácti let. Trénoval jako student Kalifornské státní univerzity v Northridge, v roce 1980 skončil druhý na Liberty Bell Classic, soutěži zemí bojkotujících moskevskou olympiádu. Dne 15. května 1983 vytvořil na Drake Stadium v Los Angeles nový světový rekord výkonem 99,72 metru, kterým přehodil celé hřiště. To vyvolalo diskuse o bezpečnosti oštěpařských soutěží a v roce 1986 zavedla Mezinárodní asociace atletických federací používání oštěpů s těžištěm posunutým dopředu, což omezilo délku hodu. Mezitím ještě východoněmecký reprezentant Uwe Hohn vylepšil Petranoffův rekord na 104,80 m.
Na mistrovství světa v atletice 1983 obsadil Petranoff druhé místo za Detlefem Michelem z NDR. Na domácích olympijských hrách 1984 Petranoff vyhrál kvalifikaci, ale ve finále nesplnil úlohu favorita a skončil na 10. místě. Potom vyhrál finále Grand Prix IAAF 1985 a Hry dobré vůle 1986, v letech 1985 a 1986 byl oštěpařským mistrem USA, vyhrál také televizní víceboj Superstars. Na mistrovství světa v atletice 1987 skončil čtvrtý a na OH 1988 osmnáctým nejlepším výkonem nepostoupil z kvalifikace.
V roce 1988 porušil Petranoff zákaz startů v Jihoafrické republice a byl vyřazen z americké reprezentace. Přijal poté občanství JAR, pro kterou získal zlaté medaile na mistrovství Afriky v atletice v letech 1992 a 1993, zúčastnil se také mistrovství světa v atletice 1993, kde obsadil 22. místo. V závěru kariéry se s rodinou vrátil do USA a vybojoval bronzovou medaili na Panamerických hrách 1999. Jeho nejdelší hod novým typem oštěpu měřil 89,16 m a ve své době byl druhým nejlepším výkonem historie.
Působí jako atletický trenér, využívá při práci svůj vynález TurboJav, lehký umělohmotný oštěp sloužící začátečníkům k bezpečnému nácviku správné házecí techniky.